# Commanderie de Foulbridge
La commanderie de Foulbridge était une commanderie des Templiers située à Snainton, dans le Yorkshire du Nord, en Angleterre, à propos de laquelle il existe peu d'informations. Lors de la dissolution des monastères elle possédait les domaines de Foukebridge, d'Allerston et de Wydale. Richard de Hales est le seul précepteur de la commanderie dont le nom nous est connu en raison de son arrestation en 1308. La ferme de Foulbridge se trouve maintenant sur le terrain de l'ancienne commanderie et a incorporé à son domaine quelques restes de cette dernière.